# Кордун
Ко́рдун (хорв. Kordun) — регион в центральной части Хорватии, начинающийся от подножия горного массива Петрова Гора, идущий вдоль рек Корана и Слушница, а также проходит по части границы с Боснией и Герцеговиной. Южная граница соприкасается с регионом Лика. Кордун с центром в Слуне полностью входит в Карловацкую жупанию. Раньше регион принадлежал Габсбургской Военной границе, созданной для обороны от Османской империи.
Регион богат древесиной. Во время войны в Хорватии в 1990-х региону был нанесён сильный ущерб, а большинство хорватского населения бежало или было изгнано сербами. Этот регион, как и многие другие регионы бывшей Военной границы вошел в состав Сербской Краины в 1991 году, а в 1995 был занят армией Хорватии и включен в её состав, в ходе хорватского наступления его покинуло большинство сербского населения. Сегодня экономика постепенно стабилизируется, однако по-прежнему сохраняется тенденция к миграции в крупные города.
Типичный феномен этого региона — пористое совмещение карстовой почвы (состоит из известняка), который создает огромные воронки. Также в регионе много подземных рек, многие из которых до сих пор не исследованы. Также типичной почвой в Кордуне является красная земля (Краснозём).